# Borkovići (Banja Luka)
Borkovići (szerbül: Борковићи), falu Banja Luka községben, Bosznia-Hercegovinában, Bosanska krajina területén, a Szerb Köztársaságban. 

## Fekvése
Bosznia-Hercegovina északi részén, Banja Lukától légvonalban 15, közúton 21 km-re nyugatra, 300-450 méteres magasságban, a Piskavica-hegység területén, a Brkolosa-patak völgye mentén elterülő hegyvidéken fekszik. A településtől északra halad el a Banjaluka  – Bronzani Majdan (4 km) – Sanski Most helyi út. A település szórványos jellegű - a völgyoldalak mentén terül el, nagy területet foglal el. Számos falucskából áll, a házak az út mentén koncentrálódnak.

## Népessége
| Nemzetiségi csoport | Népesség 1991 | Népesség 2013 |
| ------------------- | ------------- | ------------- |
| Szerb               | 947           | 587           |
| Bosnyák             | 0             | 1             |
| Horvát              | 2             | 4             |
| Jugoszláv           | 1             | 0             |
| Egyéb               | 26            | 2             |
| Összesen            | 976           | 594           |

## Története
A falu első említése 1287-ből származik. A település 1878-ig tartozott az Oszmán Birodalomhoz, ekkor a berlini kongresszus határozata alapján az Osztrák-Magyar Monarchia része lett. 1879-ben az első osztrák-magyar népszámlálás során a Banja Luka-i járáshoz és Banja Luka községhez tartozó településnek 113 háztartása és 601 ortodox lakosa volt. 1910-ben a Banja Luka-i járáshoz tartozó településen 109 háztartást, 700 ortodox szerb és 62 muszlim lakost találtak. A monarchia szétesésével 1918-ban előbb a Szerb-Horvát-Szlovén Királyság, majd 1929-től a Jugoszláv Királyság része. 1921-ben a községnek összesen 107 háztartása és 716 lakosa volt. Jugoszlávia megszállása után a Független Horvát Állam (NDH) része lett. 1945-től a szocialista Jugoszlávia része volt. 1991-ben 976 lakosa volt, akiknek 97%-a szerb volt. A daytoni békeszerződést követő területfelosztásnál Banja Luka község részeként a Szerb Köztársaság területéhez került. 1971 óta folyamatos az elnéptelenedés.
Itt található egy elemi iskola, egy orvosi rendelő, több üzlet és étterem, valamint egy műanyagfeldolgozó üzem. 

## Kultúra
- KUD „Opanak” Kulturális és Művészeti Egyesület

- A régi mesterségek mára kissé feledésbe merültek. A guszle nevű hangszer készítése egy nemzedékről nemzedékre szálló hagyomány része. Juharból, nyárfából, dióból és körtéből készülnek. Különleges motívumokkal vannak díszítve, amelyeknek saját jelentése van.

- A tánc és a dal évszázadok óta él az emberekben. Minden nemzedék és minden egyén hozzáadja egy-egy részét, így az ugyanolyan élő és gyönyörű marad, így marad a jövő generációira.

- A vidék népszokásai közé tartozik a népi kézművesség. A kötők és hímzők különös szeretettel óvják ezt a nemes mesterséget.[8]

## Nevezetességei
- Szent Lázár fejedelem tiszteletére szentelt pravoszláv temploma